# Gervas Pierrepont (6e comte Manvers)
Gervas Evelyn Pierrepont, 6e comte Manvers (15 avril 1881 - 13 février 1955), connu sous le nom de Gervas Pierrepont jusqu'en 1940, est un noble britannique, militaire, propriétaire foncier et membre de la Chambre des lords.

## Biographie
Fils aîné d'Evelyn Henry Pierrepont, deuxième fils de Sydney Pierrepont (3e comte Manvers), il fait ses études au Winchester College et au Royal Indian Engineering College, à Coopers Hill. Il sert dans l'armée britannique, sur la liste générale, pendant la Première Guerre mondiale de 1914 à 1919, atteignant le grade de capitaine. Il siège à la Commission des revendications en Belgique. Il est décoré de la Croix Militaire, l'Ordre de la Couronne de Belgique, et de la Croix de Guerre.
Après la Première Guerre mondiale, il est juge de paix pour le comté de Londres. Il représente Brixton comme membre du Municipal Reform Party du London County Council de 1922 à 1946. Il se présente en vain à Broxtowe comme conservateur en 1929. En 1940, il succède à un cousin comme comte Manvers.
Lord Manvers est décédé en février 1955, à l'âge de 73 ans, et le comté s'éteint. Un mémorial lui est dédié dans l'église paroissiale de Perlethorpe.

## Mariage et enfants
En 1918, Pierrepont épouse Marie-Louise Roosevelt Butterfield (1889–1984), fille de Frederick Butterfield de Cliffe Castle, Keighley, et ils ont trois enfants :
- Mary Helen Venetia Pierrepont (née le 22 mai 1920, décédée le 21 février 1930)
- Evelyn Louis Butterfield Pierrepont (née le 8 mai 1924, décédée le 29 septembre 1928)
- Frederica Rozelle Ridgway Pierrepont (née le 17 novembre 1925, décédée le 22 juin 2015). Lady Rozelle est un auteur sous le nom de plume Rozelle Raynes. Elle épouse le major Alexander Montgomerie Greaves Beattie en 1953 (divorce en 1961) et Richard Hollings Raynes en 1965. Elle hérite des domaines de Pierrepont à la mort de son père[4].

Marie-Louise, comtesse Manvers, est une artiste talentueuse et productive sous le nom de Marie-Louise Pierrepont.